# Claisenova kondenzacija
Claisenova kondenzacija opisuje nastanek vezi ogljik-ogljik, ki nastane med dvema estroma ali enim estrom in eno karbonilno spojino ob prisotnosti močne baze. Primarni produkt je β-keto ester (oz. stabilni enolat  β-keto estra) ali β-diketon. Kondenzacija nosi ime po Rainerju Ludwigu Claisenu, ki je prvi objavil svoja dognanja o reakciji leta 1881.

## Zahteve za potek kondenzacije
Vsaj eden izmed reagentov mora biti enolizabilen (imeti na alfa mestu vsaj en prost proton, in biti sposoben tvoriti enolat. Uporabimo lahko različne kombinacije enolizabilnih in neenolizabilnih(reagira kot elektrofil) karbonilnih spojin. Če pravilno kombiniramo reaktanta, lahko kondenzacijo izvajamo selektivno.
Baza, ki jo uporabimo kot katalizator, ne sme reagirati s karbonilnim ogljikom (nukleofilna substitucija ali adicija). Navadno uporabimo natrijev etoksid in etanol, pri mešanih Claisenovih kondenzacijah (enolizabilna je le ena spojina) uporabimo ne-nukleofilno bazo npr. litijev diizopropilamid oz. LDA. LDA navadno ne uporabljamo pri klasičnih Claisenovih ali Dieckmann kondenzacijah saj bi nam enolizirala elektrofilni ester.
Alkoksi del estra mora biti dobra izstopajoča skupina, zato navadno uporabljamo metilne in etilne estre, saj metilna in etilna skupina relativno lahko izstopata

## Tipi reakcij
Klasična Claisenova kondenzacija

Mešana Claisenova kondenzacija, kjer uporabimo enolizabilen ester ali keton ter neenolizabilen ester

Dieckmannova kondenzacija - interamolekularna reakcija med dvema esterskima skupinama, pri kateri nastane cikličen β-keto ester. Obroč je navadno 5 ali 6 členski, saj bi bile pri manjšem prevelike napetosti zaradi neugodnih kotov.

## Mehanizem reakcije
| Animation zum Reaktionsmechanismus der Claisen-Kondensation |

V prvem koraku močna baza odvzame spojini α-proton, kar sproži nastanek enolatnega aniona, ki je stabiliziran zaradi delokalizacije naboja. Enolatni anion nukleofilno napade karbonilni ogljik drugega estra. Najprej se eliminira alkoksi skupina, v naslednjem koraku pa še α-proton, saj tako nastane nov, visoko resonančno stabiliziran enolatni anion. Dodamo le še vodno raztopino žveplove ali fosforjeve kisline, da nevtraliziramo enolat in ostanek baze.